# SS 5-8
De serie SS 5-8 was een serie stoomlocomotieven van de Maatschappij tot Exploitatie van Staatsspoorwegen (SS).
Voor de exploitatie van de spoorlijnen Breda – Tilburg (geopend op 5 oktober 1863) en Harlingen – Leeuwarden (geopend op 27 oktober 1863) bestelde de SS, naast een viertal stoomlocomotieven 1-4 met de asindeling 1A1, tevens een viertal stoomlocomotieven 5-8 met de asindeling 1B bij de fabriek van Beyer, Peacock and Company in Manchester. De 5, 6 en 7 werden in het zuiden tussen Breda en Tilburg ingezet, de 8 in het noorden. De locomotieven waren niet voorzien van een gesloten machinistenhuis.
In de jaren 1880 raakten deze locomotieven steeds minder geschikt voor de zwaarder wordende personentreinen. In 1884 werden ze verkocht aan een handelaar in tweedehandslocomotieven, met uitzondering van de drieassige tenders, welke werden geruild met de tweeassige tenders van vier locomotieven uit de serie 9-16. Van deze serie is de tender van de oorspronkelijke locomotief SS 8 bewaard gebleven achter de SS 13 in Nederlands Spoorwegmuseum.

## Overzicht
| Fabrieksnummer | Bouwjaar | SS nummer | Afvoer | Bijzonderheden |
| -------------- | -------- | --------- | ------ | --- |
| 396            | 1863     | 5         | 1884   | |
| 397            | 1863     | 6         | 1884   | |
| 398            | 1864     | 7         | 1884   | |
| 399            | 1864     | 8         | 1884   | Op 31 maart 1868 ontploft in Harlingen, hersteld met een nieuwe ketel voor 8 kg/cm2. De tender is bewaard achter de SS 13 door het Nederlands Spoorwegmuseum. |